# Lise Legrand
Lise Golliot-Legrand (ur. 4 września 1976 w Boulogne-sur-Mer) – francuska zapaśniczka w stylu wolnym. Dwukrotna olimpijka. Brązowa medalistka w Atenach 2004 i piąta w Pekinie 2008. Startowała w kategorii 63 kg.
Zdobyła cztery medale na mistrzostwach świata, złoto w 1995 i 1997. Dziesięciokrotna medalistka mistrzostw Europy, złoto w 1999, 2000, 2002 i 2003. Złoty medal na igrzyskach śródziemnomorskich w 2001. Druga w Pucharze Świata w 2005 i piąta w 2001 roku.
Jest żoną Davida Legranda zapaśnika i olimpijczyka z Atlanty 1996.